# Michael Blackledge
Michael Blackledge est un concepteur américain de jeu vidéo né en 1978 à Santa Barbara en Californie. Il a travaillé pour les sociétés Electronic Arts, Sony Interactive Entertainment, Microsoft, Hasbro Interactive et Insomniac Games. 

## Ludographie

### Concepteur
- 2001 : Gran Turismo 3: A-Spec
- 2001 : Syphon Filter 3
- 2001 : Jak and Daxter: The Precursor Legacy
- 2002 : SOCOM: U.S. Navy SEALs
- 2002 : La Planète au trésor
- 2003 : War of the Monsters
- 2004 : Ratchet and Clank 3
- 2004 : Gran Turismo 4
- 2005 : Twisted Metal: Head-On
- 2005 : Sly 3
- 2005 : SOCOM 3: U.S. Navy SEALs
- 2005 : Jak X
- 2005 : World Tour Soccer 2006
- 2006 : Syphon Filter: Dark Mirror
- 2006 : Killzone: Liberation
- 2012 : Kingdoms of Amalur: Reckoning

### Directeur de l'assurance-qualité
- 2000 : Dark Cloud
- 2001 : Boku to maô
- 2001 : Extermination
- 2001 : Twisted Metal: Black
- 2001 : Ico
- 2002 : Ratchet and Clank
- 2002 : Dark Chronicle
- 2003 : Ratchet and Clank 2
- 2003 : Amplitude
- 2004 : EyeToy: Play 2
- 2004 : EyeToy: Antigrav
- 2005 : Wipeout Pure
- 2005 : God of War
- 2005 : Genji
- 2005 : Saru gecchu 3
- 2005 : EyeToy: Kinetic

### Autres participations
- 2007 : God of War II